# Löntsch
Löntsch är ett vattendrag i Schweiz. Det ligger i den östra delen av landet, 120 km öster om huvudstaden Bern.
I omgivningarna runt Löntsch växer i huvudsak blandskog. Runt Löntsch är det mycket glesbefolkat, med 7 invånare per kvadratkilometer.